# Зырянское (Сахалинская область)
Зыря́нское — село в Холмском городском округе Сахалинской области России.

## География
Село находится на берегу Татарского пролива, на расстоянии 18 км к юго-западу от города Холмск, административного центра округа.

## История
До 1945 года принадлежало японскому губернаторству Карафуто и называлось Оходомари (яп. 大穂泊). После передачи Южного Сахалина СССР село 15 октября 1947 года получило современное название — по просьбе переселенцев-рыбаков из Зырянского района Томской области.

## Население
| 1925 | 1935  | 2002 | 2010 | 2013 | 2021 |
| ---- | ----- | ---- | ---- | ---- | ---- |
| 1071 | ↗1754 | ↘19  | ↘7   | ↘6   | ↘1   |

### Половой состав
Согласно результатам переписи 2002 года, в селе проживало 19 человек (10 мужчин и 9 женщин).

### Национальный состав
Согласно результатам переписи 2002 года, в национальной структуре населения русские составляли 84 % из 19 чел